# Palau Reial d'El Pardo

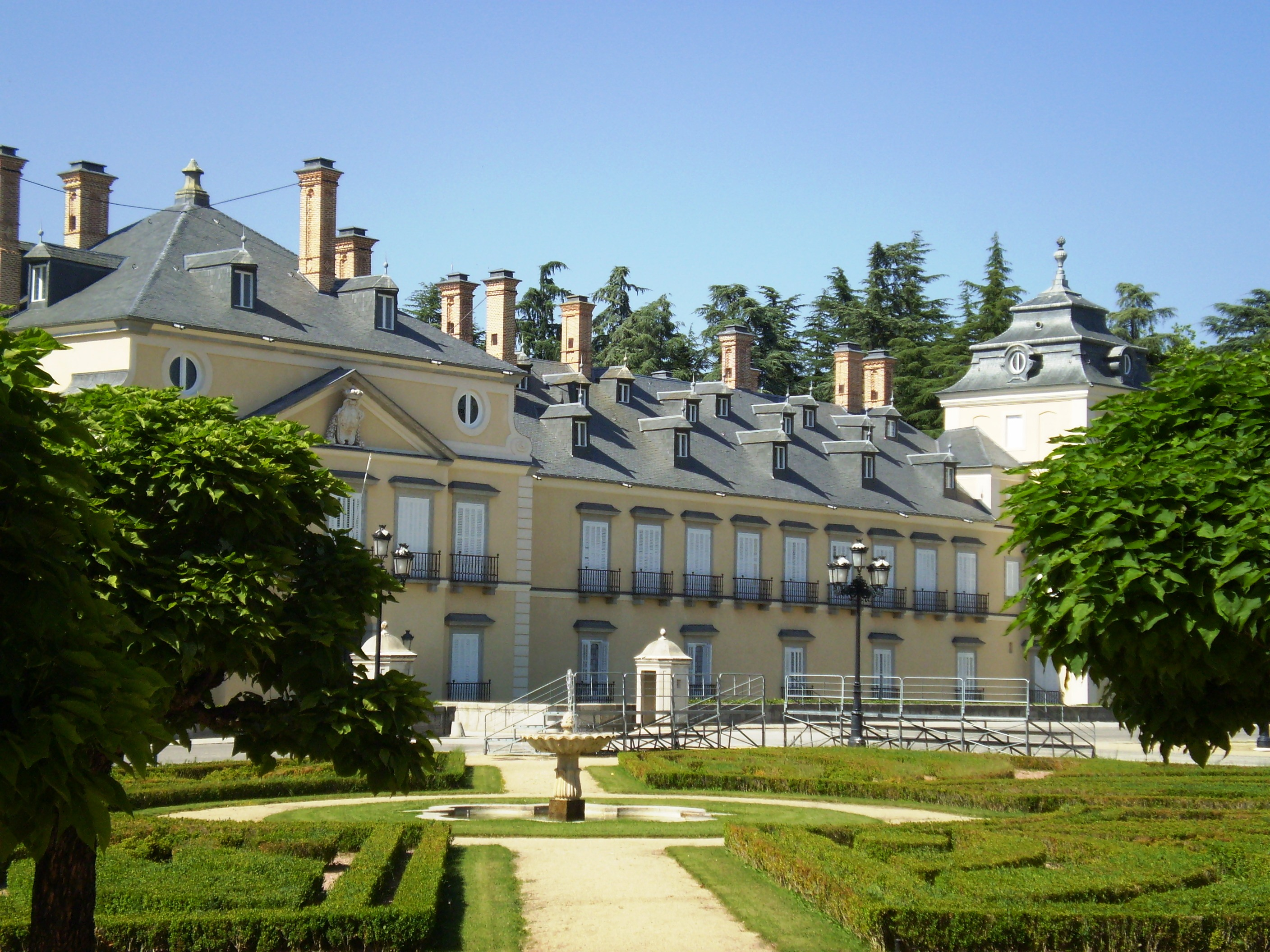
Façana principal del Palau Reial d'El Pardo.

El Palau Reial d'El Pardo, a Madrid, és una de les residències de la Família Reial Espanyola, i va ser la residència oficial de Francisco Franco durant la dictadura. Actualment serveix principalment per a allotjar els caps d'Estat estrangers de visita oficial a Espanya. Es troba al Real Sitio d'El Pardo. La titularitat i administració corresponen al Patrimoni Nacional, l'ens estatal que gestiona els béns al servei de la Corona.
Es va construir al segle xvi, a partir d'un edifici primitiu del segle xv. L'aspecte actual correspon a les reformes i ampliacions del segle xviii, realitzades per l'arquitecte del Palau Reial de Madrid, Francesco Sabatini, per ordre de Carles III.
El palau presenta una interessant decoració interior, representativa de les diferents èpoques històriques, i enriquida per les obres d'art que s'hi conserven, com diverses teles de Joan de Flandes corresponents a la col·lecció de Felip II —una gran part de la qual desapareguda—, i de Josep de Ribera, l'Espanyoleto.
És especialment rellevant la col·lecció de tapissos, del segle xviii, entre els quals n'hi ha cinc de les sèries més conegudes de Francisco de Goya.

## Història

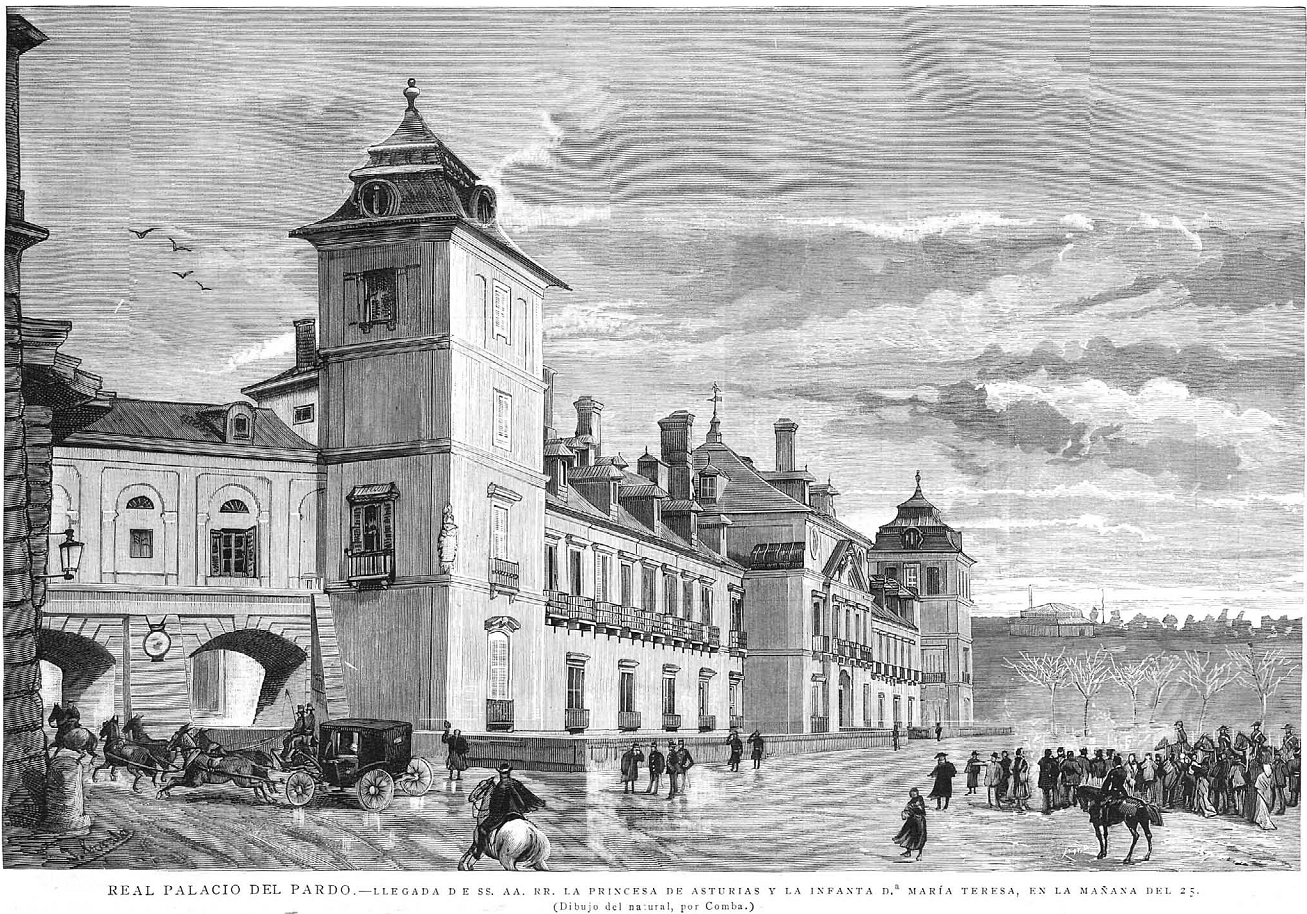
Façana principal del palau en un gravat de 1885.

Els orígens d'aquest palau se situen l'any 1405, quan Enric III de Castella va ordenar la construcció d'una casa a El Pardo, un lloc que el monarca freqüentava per a caçar. Enric IV de Castella la va convertir, després, en un petit castell.
Posteriorment, l'emperador Carles I manà la conversió del castell en palau reial, a partir d'un primer disseny de Luis de la Vega, autor del palau de Valsaín. Les obres començaren el 1547 i concluïren el 1558, sota el regnat de Felip II, per part de l'arquitecte Joan de Vergara.
El 13 de març de 1604, un gran incendi va destruir una bona part del palau i moltes obres pictòriques, amb l'excepció de la Venus d'El Pardo, de Ticià —actualment al Museu del Louvre, a París. Conten que quan l'informaren d'aquest fet, Felip III va preguntar per aquest quadre i va dir: «Si aquest quadre s'ha salvat, la resta no importa». El monarca en decretà la reconstrucció amb un pressupost de 80 000 ducats, i va concedir la direcció de l'obra a Francesc de Mora, successor de Joan de Herrera en l'execució del Monestir d'El Escorial.
El 1772, Carles III millorà el palau, i n'encomanà l'ampliació a Francesco Sabatini. Alfons XII hi va morir el 1885.
Al segle xx, després de la Guerra Civil, el dictador Francisco Franco hi va fixar la seva residència. Actualment el rei Joan Carles hi celebra actes oficials i socials, i allotja en les dependències els caps d'Estat estrangers que visiten oficialment Espanya.
Al voltant de l'edifici es va crear un nucli urbà, que avui dia constitueix un dels vuit barris del districte Fuencarral-El Pardo de la capital d'Espanya.

## Descripció

### Exterior

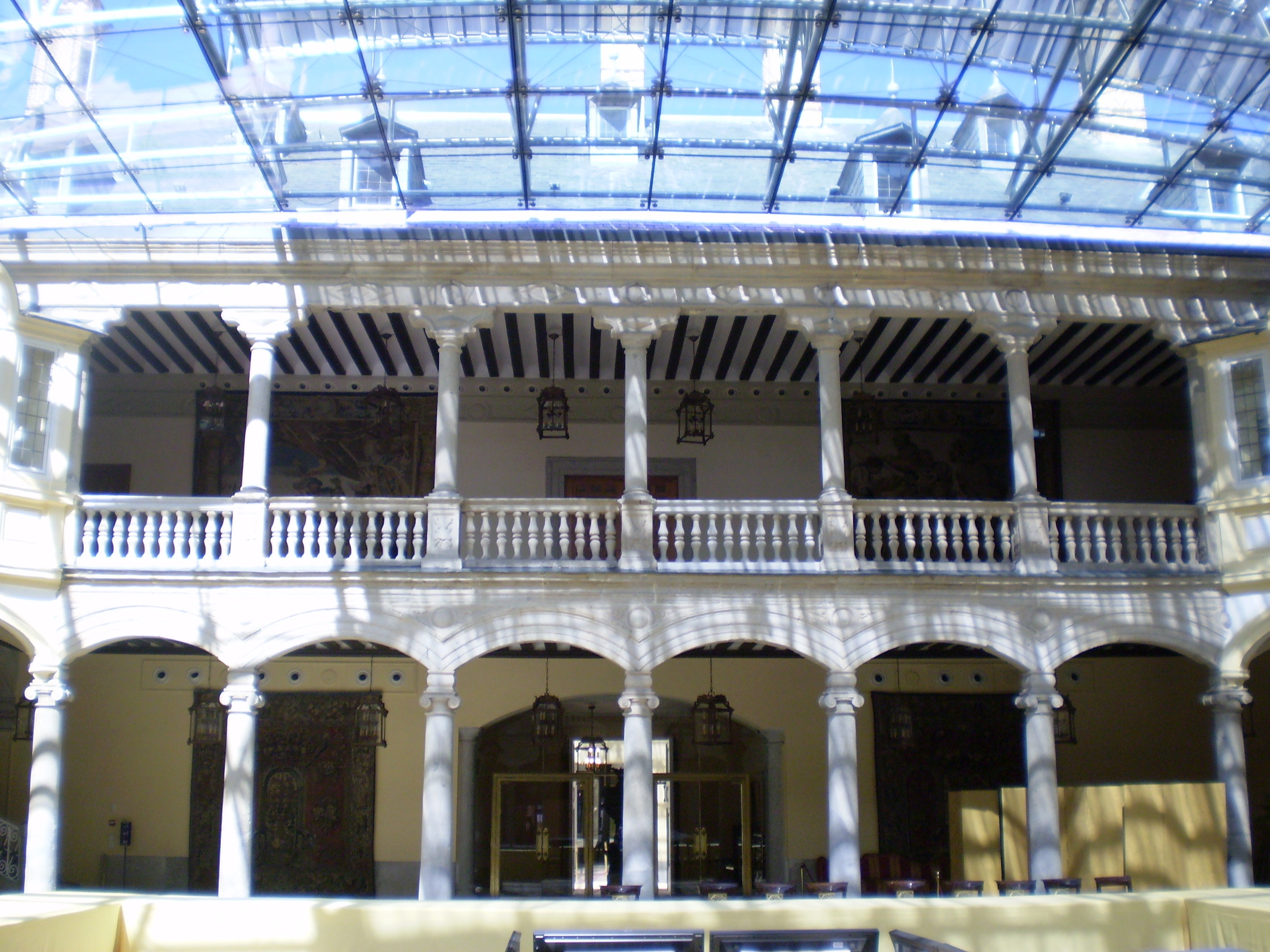
Pati renaixentista dels Àustries. Actualment està cobert por una volta, que en permet l'ús per a actes oficials.

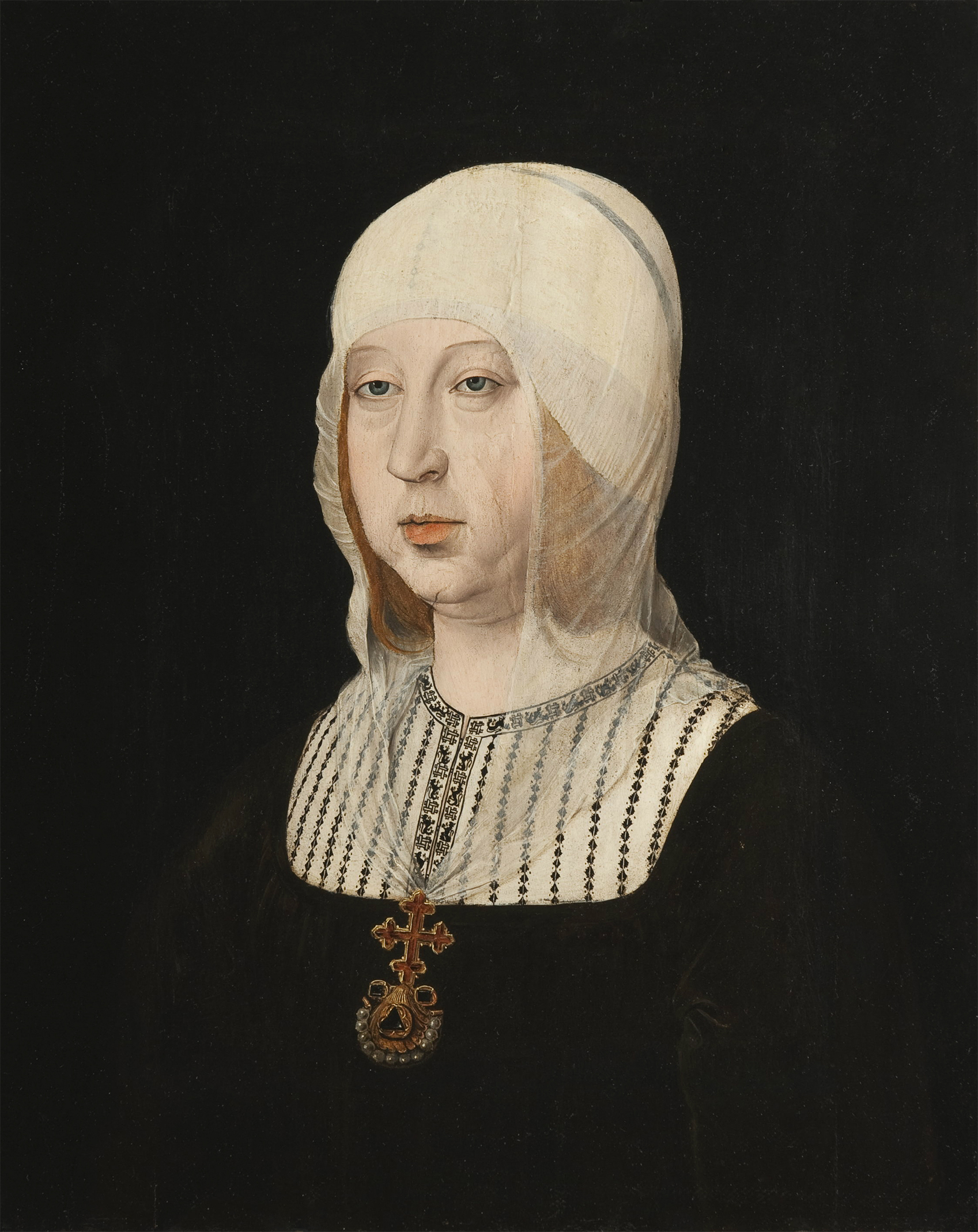
Retrat d'Isabel la Catòlica, de Joan de Flandes, una de les obres pictòriques més importants del Palau Reial d'El Pardo.

El palau és de planta quadrangular i està envoltat per un fossat. Presenta torrasses als extrems i pati central, així com dos patis laterals —anomenats dels Àustries i dels Borbons—, fet típic dels antics alcàssers espanyols.
Destaquen el sòcol de granit, un mur de rajola i el sostre. Les portes i les finestres estan envoltades amb pedra treballada. També destaquen la portada principal i els jardins.
De l'època de Felip II són les cobertes de pissarra i els emplomats, realitzades per oficials flamencs i plomers anglesos. Fou un dels primers edificis d'Espanya amb sostre de pissarra.

### Interior
El palau albergava importants obres pictòriques i elements decoratius d'un gran valor, fins a l'incendi del segle xvii. Malgrat tot, de l'època de Felip II es conserva un sostre pintat per Gaspar Becerra i de la de Felip III, les pintures realitzades per Carducho i Cabrera.
Al segle xviii, les dependències foren dotades amb una rellevant col·lecció de tapissos —elaborats a la Reial Fàbrica de Madrid— a partir d'esbossos de Francisco Bayeu, Castillo i Goya.
Els quadres més destacats del palau són el Retrat d'Isabel la Catòlica, de Joan de Flandes; i el Retrat d'En Joan Josep d'Àustria a cavall, de Josep de Ribera; a més d'obres d'Antonio Moro, Hieronymus Bosch, Sánchez Coello, Lucas de Heere i Sofonisba Anguissola.
En l'incendi de 1604, es cremaren importants llenços de la col·lecció de Felip II; però no la Venus de El Pardo, de Ticià, actualment al Museu del Louvre.
El mobiliari correspon als segles xviii i xix, el darrer del qual és d'estil Imperi.
Arquitectònicament, l'escalinata dissenyada per Francesc Sabatini i el Pati dels Borbons són els elements més interessants de l'interior del palau.

## Entorn

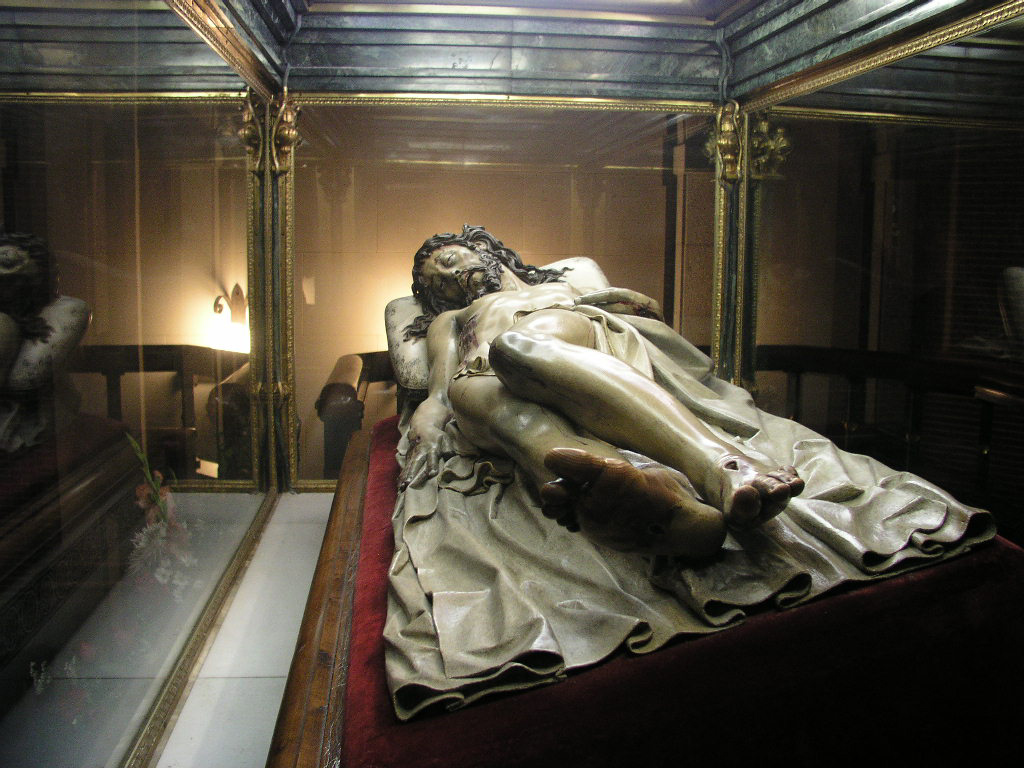
Crist de El Pardo, obra del de Gregori Fernández, al Convent dels Caputxins.

Al voltant del Palau Reial d'El Pardo es va desenvolupar un conjunt monumental, impulsat per la corona, en què destaquen els següents edificis:
- La Quinta del Duc del Arco: aquesta finca alberga un palauet, una casa de labor i uns jardins amb grups escultòrics i fonts d'artifici. Fou donada el 1745 als reis Felip V i Isabel de Farnesio. Dintre del palauet, destaquen la decoració, amb uns murals de paper pintat; el mobiliari, les pintures i les catifes, de l'època de Ferran VII i Isabel II.

- La Casita del Príncipe. És un palauet d'esbargiment del segle xviii, dissenyat per l'arquitecte Joan de Villanueva, que va començar-ne les obres el 1784. Fou residència de Joan Carles I abans del casament.

- El Convent dels Caputxins d'època de Felip III, amb notables obres pictòriques (La Virgen de los Ángeles, de Francisco Ricci) i escultòriques (Crist de El Pardo, de Gregorio Fernández).

El Palau Reial d'El Pardo es troba en un enclavament d'alt valor paisatgístic i mediambiental. El Monte d'El Pardo està protegit i hom el considera un dels boscos mediterranis més ben conservats d'Europa.